# Gran icosidodecaedro ditrigonal
En geometría, el gran icosidodecaedro ditrigonal (o gran icosidodecaedro ditrigonario) es un poliedro uniforme estrellado, indexado como U47. Tiene 32 caras (20 triángulos y 12 pentágonos), 60 aristas y 20 vértices. Tiene 4 construcciones equivalentes al triángulo de Schwarz; por ejemplo, con símbolo de Wythoff 3 | 3 5⁄4 se genera el diagrama de Coxeter-Dynkin  = . Se representa mediante el símbolo de Schläfli extendido a{5⁄2,3} o c{3,5⁄2}, como un gran dodecaedro estrellado alterado o un gran icosaedro convertido.
Su circunradio es la {\textstyle {\frac {\sqrt {3}}{2}}} parte de su arista, un valor que comparte con el cubo.

## Poliedros relacionados
Su envolvente convexa es un dodecaedro normal. Además, comparte su disposición de vértices con el pequeño icosidodecaedro ditrigonal (que tiene las caras triangulares en común), el dodecadodecaedro ditrigonal (que tiene las caras pentagonales en común) y el compuesto de cinco cubos regular.
| a{5,3}                             | a{5/2,3}                        | b{5,5/2}                    |
| =                                  | =                               |                             |
| ---------------------------------- | ------------------------------- | --------------------------- |
| Pequeño icosidodecaedro ditrigonal | Gran icosidodecaedro ditrigonal | Dodecadodecaedro ditrigonal |
| Dodecaedro (envolvente convexa)    | Compuesto de cinco cubos        |                             |